# Roy Heiner
Roy Heiner (22 de novembro de 1960) é um velejador neerlandês, medalhista olímpico. Ele competiu nos Jogos Olímpicos de Verão de 1996 na classe Finn e conquistou a medalha de bronze. Além de sua carreira de vela olímpica, Heiner competiu profissionalmente em três anos no circuito World Matchrace; três The Ocean Race e um BMW Oracle.
Heiner possui bacharelado em Engenharia Civil pela Universidade de Durban-Westville (1980–1985). Em 1996 Heiner fundou sua academia de vela: Team Heiner hoje localizada em Lelystad.